# Papa Landó
Papa Landó   (Sabina, segle IX - Roma, c. març 914) va ser papa de l'Església catòlica des de setembre del 913 fins a la seva mort cap al març de 914. El seu curt pontificat va caure durant un període obscur de la història papal i romana, l'anomenat Saeculum obscurum (904–964).

## Biografia
Segons el Liber pontificalis, Lando va néixer a la Sabina (Estats Pontificis), i el seu pare era un ric comte llombard anomenat Taino de Fornovo. El Liber també afirma que el seu pontificat només va durar quatre mesos i vint-i-dos dies. Una llista diferent de papes, adjunta a una continuació del Liber pontificalis a l'Abadia de Farfa i citada per Gregori de Catino a la seva Chronicon Farfense al segle xii, dona a Lando un pontificat de sis mesos i vint-i-sis dies. Això s'acosta més a la durada registrada per Flodoard de Reims, escrit al segle x, de sis mesos i deu dies. El final del seu pontificat es pot datar entre el 5 de febrer de 914, quan s'esmenta en un document de Ravenna, i finals de març o principis d'abril, quan va ser elegit el seu successor, Joan X.
Es creu que Lando va ser el candidat del comte Teofilact I de Tusculum i de la Senatrix Teodora, que eren la parella més poderosa de Roma en aquell moment. Els Teophylacti controlaven les finances papals mitjançant el seu monopoli de l'oficina de vestararius, i també controlaven la milícia romana i el Senat. Durant el regnat de Lando, els assaltants àrabs, que operaven des de la seva fortalesa al riu Garigliano, van destruir la catedral de San Salvatore a Vescovio a la seva diòcesi natal. No ha sobreviscut cap document de la cancelleria de Lando. L'únic acte del seu regnat que consta és una donació a la diòcesi de Sabina esmentada en un acte judicial de 1431. Lando va fer el gran regal personal per restaurar la catedral de San Salvatore perquè el clergat que vivia llavors a Toffia pogués tornar.
Lando va ser l'últim papa amb un nom mai utilitzat fins al Papa Joan Pau I el 1978 i l'últim amb un nom únic que no requeria cap número de regnat fins a Francesc el 2013.